# Yaroslav Parashchak
Yaroslav Parashchak, né le 3 octobre 2000,, est un coureur cycliste ukrainien.

## Biographie
En 2017, Yaroslav Parashchak se classe deuxième du contre-la-montre et de la course en ligne aux championnats d'Ukraine juniors (moins de 19 ans). L'année suivante, il termine à nouveau second de son championnat national. Il intègre ensuite en 2019 la Team Fortebraccio, un club amateur italien. Bon grimpeur, il remporte le Trofeo San Serafino et obtient diverses places d'honneur. 
En 2021, il rejoint l'équipe continentale Iseo Serrature-Rime-Carnovali. Sous les couleurs de cette formation, il finit troisième du Piccolo Giro dell'Emilia et dixième du Trofeo Alcide Degasperi, ou encore quatrième du Grand Prix Industrie del Marmo en 2022. 

## Palmarès et résultats

### Palmarès par année
- 2017
  - 2e du championnat d'Ukraine du contre-la-montre juniors
  - 2e du championnat d'Ukraine sur route juniors
- 2018
  - 2e du championnat d'Ukraine sur route juniors
- 2019
  - Trofeo San Serafino
  - 3e du Trofeo Tosco-Umbro
- 2021
  - 3e du Piccolo Giro dell'Emilia
- 2023
  - 3e étape du 100th Anniversary Tour of The Republic

### Classements mondiaux
| Année           | 2019   | 2020 | 2021 | 2022   |
| --------------- | ------ | ---- | ---- | ------ |
| UCI Europe Tour | 1 909e |      |      | 1 146e |